# Неуловимый аромат любви
«Неуловимый аромат любви» — американская романтическая комедия 2021 года, снятая Эрнаном Хименесом по сценарию Дэнни Макки и Ребекки Юинг. В главных ролях Нина Добрев, Джимми О. Ян и Даррен Барнет. Это история молодой женщины, которая едет на Рождество в родной город своего онлайн-возлюбленного, но обнаруживает, что её обманули. Фильм производства компании Wonderland Sound and Vision и снят в Ванкувере с октября по ноябрь 2020 года. Выпущен Netflix 5 ноября 2021 года.
Название представляет собой сочетание «Love Actually» (Реальная любовь) и «Die Hard» (Крепкий орешек) — любимых рождественских фильмов главных героев Джоша и Натали.

## Сюжет
Натали Бауэр — автор колонки о свиданиях из Лос-Анджелеса, которая описывает свои катастрофические свидания, на которые она ходит через приложение для знакомств. Решив расширить радиус поиска, Натали знакомится с молодым человеком по имени Джош Лин и завязывает с ним онлайн-знакомство, которое перерастает в нечто большее. Она решает поехать в его родной город в Лейк-Плэсиде, штат Нью-Йорк, чтобы удивить его на Рождество, обещая своему боссу, что это положит конец её бедам на свиданиях. Там она обнаруживает, что Джош её обманул, создав поддельный профиль с фотографиями другого парня. Натали сердится, но узнает, что человек, чьи фотографии использовал Джош, Тэг Эбботт, является другом детства Джоша и живёт в том же городе. Джош предлагает познакомить их, если она притворится его девушкой на праздники, и Натали соглашается остаться с семьей Лин.

## Актёрский состав
- Нина Добрев — Натали Бауэр
- Джимми О. Ян — Джош Лин
- Даррен Барнет — Тэг
- Гарри Шам-младший — Оуэн Лин
- Алтея Кэй — бабушка Джун Лин
- Джеймс Сайто — Боб Лин
- Ребекка Стааб — Барб Лин
- Мэтти Финочио — Ли
- Хизер МакМахан — Керри
- Микаэла Гувер — Челси Лин
- Шон Депнер — Чип

## Производство
В августе 2019 года Netflix объявил, что приобрёл сценарий романтической комедии Дэнни Макки и Ребекки Юинг «Love hard», который был охарактеризован как «Когда Гарри встретил Салли и Роксану». Макджи и Мэри Виола должны были продюсировать фильм через свою компанию Wonderland Sound and Vision.
В августе 2020 года было объявлено, что Эрнан Хименес будет режиссировать фильм, а Нина Добрев, Джимми О. Ян и Чарльз Мелтон сыграют главные роли. В октябре 2020 года было объявлено, что из-за конфликта графика Мелтона с сериалом «Ривердейл» его заменил Даррен Барнет. К актёрскому составу также присоединились Гарри Шам-младший, Джеймс Сайто, Микаэла Гувер и Хизер МакМахан.
Съемки проходили в Ванкувере, Британская Колумбия, Канада с 9 октября по 21 ноября 2020 года. Дом Лин расположен в Нью-Вестминстере, Британская Колумбия, а аэропорт Баундэри-Бей заменял аэропорт Лейк-Плэсид.

## Прием
Фильм был выпущен 5 ноября и к 7 ноября 2021 года занял первое место по популярности среди зрителей на Netflix в 87 странах.
На агрегаторе рецензий Rotten Tomatoes фильм имеет рейтинг одобрения 57 % на основе 28 рецензий со средней оценкой 5.9/10. Критики веб-сайта пришли к консенсусу: Интересная обстановка и очаровательный актёрский состав [фильма] имеют определённую привлекательность для романтической комедии, даже если история так и не раскрывает любовную связь своих главных героев". На Metacritic фильм имеет средневзвешенную оценку 42 из 100, основанную на мнениях восьми критиков, что указывает на «смешанные или средние отзывы».